# Jon Ryan
Jonathan Robert Ryan (Regina, 26 novembre 1981) è un ex giocatore di football americano canadese che ha militato nel ruolo di punter nella National Football League (NFL) e nella Canadian Football League (CFL).
Con i Seattle Seahawks ha vinto il Super Bowl XLVIII contro i Denver Broncos nel 2013. Al college giocò a football per gli University of Regina Rams ed iniziò la sua carriera professionistica con i Winnipeg Blue Bombers della CFL dopo essere stato scelto nel draft dei college canadesi. In seguito firmò con i Green Bay Packers della NFL nel 2006 e si unì ai Seahawks nel 2008.

## Carriera

### High school e college
Ryan è nato e cresciuto a Regina (Saskatchewan). Ha frequentato la high school alla Sheldon Williams Collegiate, dove faceva parte della squadra di football americano nel ruolo di running back, placekicker e punter. Ha poi frequentato l'università di Regina, dove giocava sia come punter che come wide receiver per i Rams dal 2000 al 2003. Durante la sua stagione da sophomore coi Rams, intercettò un passaggio di touchdown da 109 yard, e guidò la sua squadra come miglior ricevitore, in aggiunta ai calci. Dopo il suo quarto anno con i Rams, Ryan raccolse diversi premi di squadra, tra cui miglior giocatore degli special team, miglior marcatore e Most Valuable Player. Fu anche inserito nella prima squadra Canada West All-Star, e nominato CIS All-Star.

### Winnipeg Blue Bombers
Nel 2004, i Winnipeg Blue Bombers della Canadian Football League (CFL) selezionarono Ryan nel terzo turno del Canadian College Draft, con la scelta numero 24. Durante la sua stagione da rookie, Ryan risultò avere la seconda migliore media al punt, dietro solo a Noel Prefontaine dei Toronto Argonauts. Durante la stagione 2005, Ryan fu selezionato per giocare nel CFL All-Star Game e guidò la lega con una media di 50,6 yard a calcio, e fu il miglior punter del campionato con 118 punt. Nonostante il suo contributo, Winnipeg non si qualificò mai per i playoff, concludendo entrambe le stagioni all'ultimo posto nella West Division.

### Green Bay Packers

Mason Crosby e Jon Ryan nel 2007.

Nel gennaio 2006 firmò un contratto con Green Bay Packers della National Football League. Ryan fu solo il terzo nativo di Saskatchewan a debuttare nella NFL, dopo di Arnie Weinmeister e Rueben Mayes. La sua prima stagione ai Packers fu segnata dalla morte del padre Bob. Nella settimana 17 della stagione 2007, Ryan calciò un punt di 72 yard nell'ultimo quarto contro i Detroit Lions. Durante la stagione, Ryan registrò una media di 37,6 yard, 12º nella NFL e la migliore dei Packers in quasi quarant'anni. I Packers vinsero la NFC North con un record di 13-3, qualificandosi per i playoff dove furono eliminati in finale di conference dai New York Giants. Ryan fu svincolato dai Packers il 1º settembre 2008.

### Seattle Seahawks
Dopo la settimana 1 della stagione regolare 2008, Ryan firmò con i Seattle Seahawks, il 9 settembre. Nella settimana 8, contro i San Francisco 49ers, calciò un punt da 63 yard, uno da 60 yard ed un altro da 55. Nel 2008 disputò una stagione notevole che terminò con 78 punt con una media di 45,6 yard a calcio. Nella settimana 6 della stagione 2009, Ryan lanciò un passaggio da 42 yard contro gli Arizona Cardinals che gli fece guadagnare un passer rating di 119 per la stagione. A fine anno firmò un'estensione contrattuale di 6 anni del valore di 9,1 milioni di dollari, di cui 1,9 milioni garantiti e 1,6 milioni di bonus alla firma. Fu anche nominato giocatore di riserva del Pro Bowl a fine stagione. Nel corso della stagione 2010, il 17 ottobre, in una gara contro i Chicago Bears, Jon fu colpito da Earl Bennett mentre stava cercando di mettere a segno un placcaggio su Devin Hester, durante un punt ritornato con un touchdown da 89 yard. Le costole di Jon rimasero infortunate ma non fratturate. Nella gara finale della stagione contro i St. Louis Rams giocò un ruolo importante nella vittoria che consentì ai Seahawks di vincere la NFC West e qualificarsi per l'ultimo posto nei playoff dove furono eliminati dai Chicago Bears.

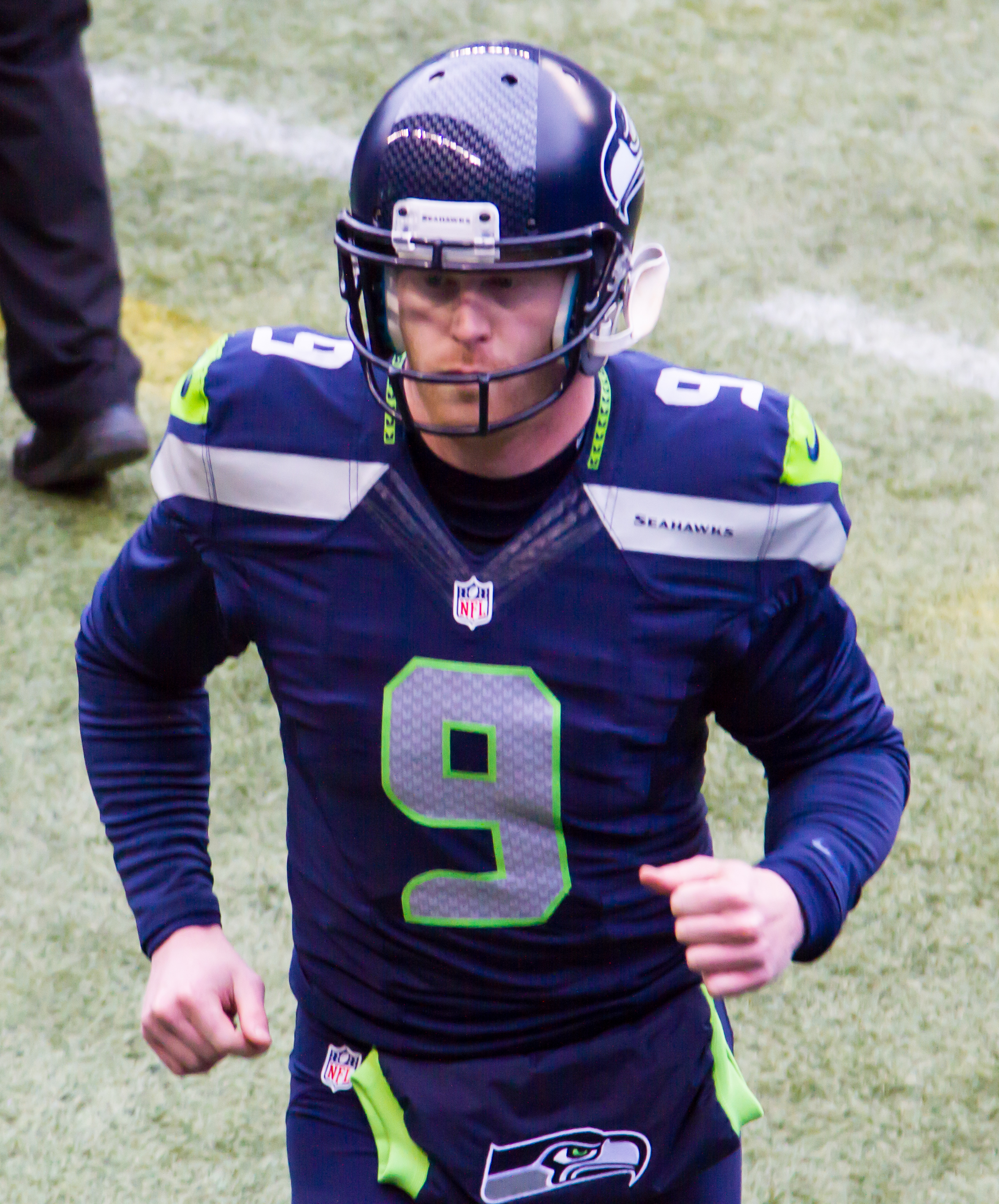
Jon Ryan nel 2013.

Nella stagione 2011, Ryan ebbe la più alta media di yard per punt in carriera (46,6 yard), il più alto numero di punt nel territorio delle 20 yard avversarie (34) e di punt ritornati in touchdown (2). Nella stagione 2013, Ryan vinse il Super Bowl XLVIII coi Seahawks che batterono i Denver Broncos per 43-8. Ryan divenne il primo giocatore da Saskatchewan a vincere il Super Bowl. Dopo le gare del settembre 2014, Ryan fu premiato come miglior giocatore degli special team della NFC del mese in cui calciò 4 punt da oltre 60 yard e dopo uno solo dei suoi 13 calci gli avversari segnarono un touchdown. Divenne solamente il secondo punter della storia della franchigia ad ottenere tale riconoscimento. La sua stagione regolare si chiuse calciando 61 punt alla media di 44,1 yard l'uno. L'8 gennaio 2015, nella finale della NFC contro i Packers, Ryan, schierato come holder su un finto tentativo di field goal, passò un touchdown da 19 yard all'offensive lineman Garry Gilliam, coi Seahawks che rimontarono uno svantaggio di 16-0 alla fine del primo tempo, andando a vincere ai supplementari e qualificandosi per il secondo Super Bowl consecutivo. Fu il primo punter a lanciare un touchdown nella storia dei playoff e il primo giocatore canadese dai tempi di Mark Rypien all'inizio degli anni novanta. I Seahawks giocarono il Super Bowl XLIX ma persero contro i New England Patriots per 28-24. L'11 marzo 2016, Ryan firmò un rinnovo quadriennale con i Seahawks del valore di 10 milioni di dollari.
Il 20 agosto 2018 Ryan fu svincolato dietro sua richiesta dopo dieci stagioni a Seattle. Era l'ultimo giocatore rimasto della franchigia prima dell'arrivo di Pete Carroll nel 2010.

### Buffalo Bills
Il 21 agosto 2018, Ryan firmò con i Buffalo Bills.

### Ultime stagioni e ritiro
Nel 2019 Ryan fece ritorno in Canada per giocare con i Saskatchewan Roughriders fino al 2021, dopo di che nel 2022 fece parte degli Hamilton Tiger-Cats e degli Edmonton Elks. Il 16 aprile 2024 firmò un contratto di un giorno per ritirarsi come membro dei Seahawks.

## Palmarès

### Franchigia
- Super Bowl : 1

Seattle Seahawks: Super Bowl XLVIII
- National Football Conference Championship: 2

Seattle Seahawks: 2013, 2014

### Individuale
- CFL All-Star: 1

2005
- Giocatore degli special team della NFC del mese: 1

settembre 2014
- Giocatore degli special team della NFC della settimana: 2

17ª del 2010, 4ª del 2016
- 50 migliori giocatori del 50º anniversario dei Seahawks

## Statistiche

### Stagione regolare
| Stagione | Squadra               | Partite | Punt | Media | Yard   | Tackle | Fumble |
| -------- | --------------------- | ------- | ---- | ----- | ------ | ------ | ------ |
| 2004     | Winnipeg Blue Bombers | 18      | 118  | 43,2  | 5.095  | 0      | 2      |
| 2005     | Winnipeg Blue Bombers | 17      | 118  | 50,6  | 5.967  | 4      | 5      |
| TOTALE   |                       | 35      | 236  | 46,9  | 11.062 | 4      | 7      |
| 2006     | Green Bay Packers     | 16      | 84   | 44,5  | 3.739  | 1      | 0      |
| 2007     | Green Bay Packers     | 16      | 60   | 44,4  | 2.664  | 0      | 1      |
| 2008     | Seattle Seahawks      | 15      | 78   | 45,6  | 3.557  | 0      | 0      |
| 2009     | Seattle Seahawks      | 16      | 88   | 46,2  | 4.068  | 3      | 0      |
| 2010     | Seattle Seahawks      | 16      | 78   | 41,7  | 3.254  | 0      | 0      |
| 2011     | Seattle Seahawks      | 16      | 95   | 46,6  | 4.431  | 3      | 0      |
| 2012     | Seattle Seahawks      | 16      | 65   | 45,6  | 2.963  | 0      | 1      |
| 2013     | Seattle Seahawks      | 16      | 74   | 42,7  | 3.159  | 0      | 0      |
| 2014     | Seattle Seahawks      | 16      | 61   | 44,1  | 2.688  | 0      | 2      |
| 2015     | Seattle Seahawks      | 16      | 68   | 45,7  | 3.105  | 2      | 0      |
| 2016     | Seattle Seahawks      | 16      | 71   | 44,0  | 3.126  | 1      | 3      |
| TOTALE   |                       | 175     | 822  | 44,7  | 36.754 | 10     | 7      |

### Playoff
| Stagione | Squadra           | Partite | Punt | Media | Yard  | Tackle | Fumble |
| -------- | ----------------- | ------- | ---- | ----- | ----- | ------ | ------ |
| 2007     | Green Bay Packers | 2       | 9    | 33,1  | 298   | 0      | 0      |
| 2010     | Seattle Seahawks  | 2       | 13   | 36,2  | 470   | 1      | 0      |
| 2012     | Seattle Seahawks  | 2       | 6    | 35,7  | 214   | 0      | 0      |
| 2013     | Seattle Seahawks  | 3       | 9    | 39,6  | 356   | 0      | 0      |
| 2014     | Seattle Seahawks  | 3       | 0    | 0     | 0     | 0      | 0      |
| 2015     | Seattle Seahawks  | 2       | 8    | 35,8  | 286   | 0      | 1      |
| TOTALE   |                   | 14      | 45   | 34,3  | 1.624 | 1      | 1      |

Statistiche aggiornate alla stagione 2015

## Vita privata
Ryan è sposato con la presentatrice Sarah Colonna ed è apparso sul suo podcast di Fuori dai binari con Josh Wolf numerose volte. Nel 2015 ha partecipato al programma televisivo American Ninja Warrior. Sua sorella maggiore Jill è la moglie del politico canadese Andrew Scheer. Ryan e Colonna sono apparsi anche su Bar da incubo come delle spie di ricognizione per Black Light District Rock & Roll Lounge.